# Parlamentswahl in Litauen 1996
- TS (LK): 70
- LLS: 1
- LCSd: 14
- KDS: 1
- LKDP: 16
- Unabh.: 4
- LLRAi: 2
- JL: 1
- LTS: 3
- LVP: 1
- LMP: 1
- LDDP: 13
- LSDP: 12
- unbesetzt: 2

Die Parlamentswahl in Litauen 1996 fand am 20. Oktober und 10. November 1996 statt. Es war die zweite Wahl in dem seit 1990 unabhängigen Litauen.

## Wahlsystem
Es wurden 141 Mandate im litauischen Parlament (Seimas) neu bestimmt. 70 wurden proportional an die Parteien vergeben, welche die 5 %-Hürde übersprangen (7 %-Hürde für Listenverbindungen). Die übrigen 71 wurden als Direktmandate vergeben. Das Wahlrecht ist somit ein Mischsystem aus Mehrheitswahl und Verhältniswahl, genannt Grabenwahlsystem. Die Legislaturperiode betrug 4 Jahre.

## Ergebnis

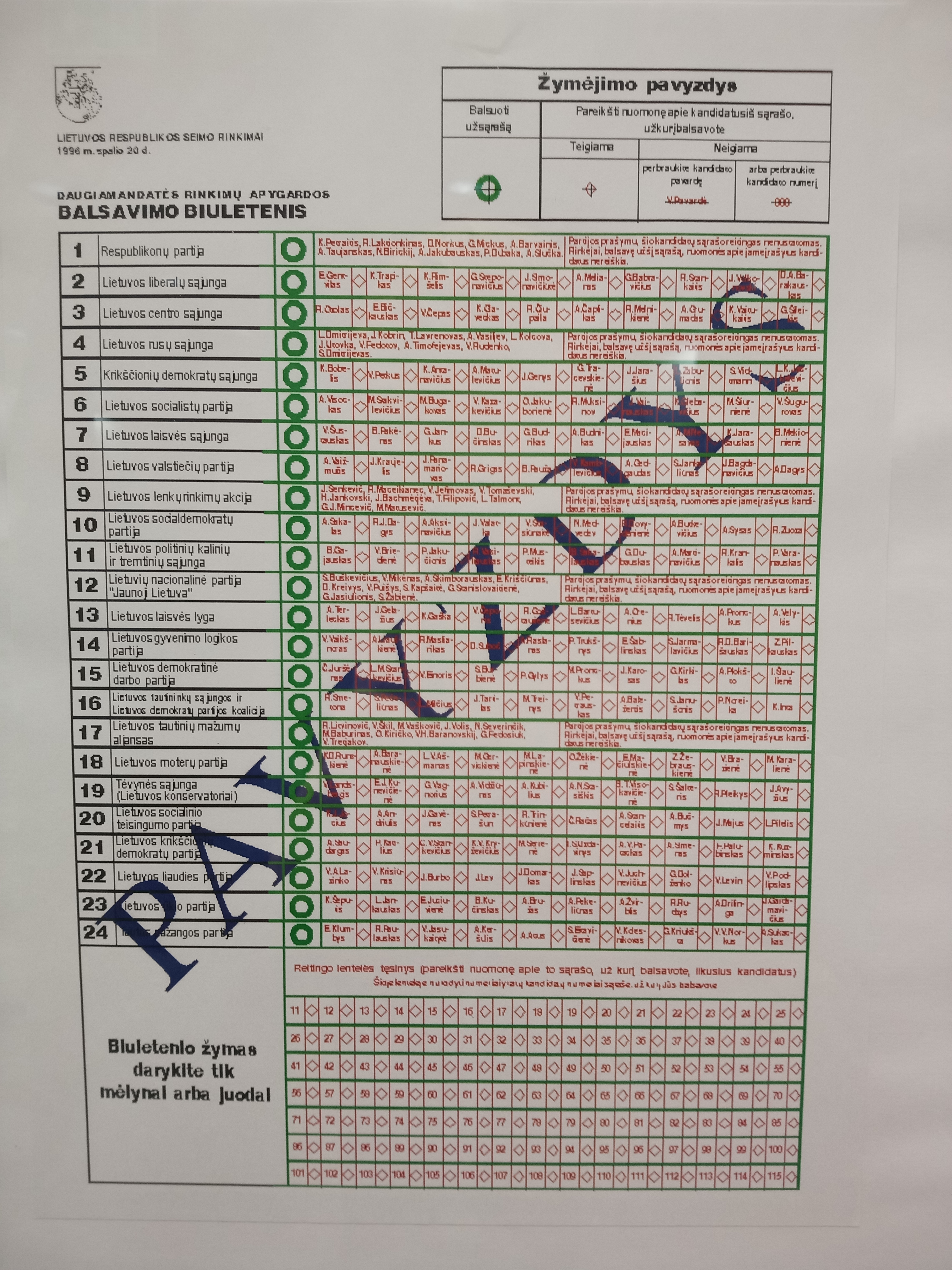
Stimmzettel

Wahlsieger wurde die vor drei Jahren gegründete Partei Vaterlandsbund (Konservative Litauens) (TS (LK)). Sie holte aus dem Stand 31,34 Prozent der Stimmen. Auf dem zweiten Platz landete die Partei der Christdemokraten Litauens (LKDP) mit 10,43 Prozent. Drittstärkste Kraft mit hohen Verlusten wurde die Demokratische Arbeitspartei Litauens (LDDP) mit 10,01 Prozent.

### Übersicht
| Listen | Listen | Listenstimmen | Listenstimmen | Listenstimmen | Listenstimmen | Wahlkreisstimmen | Wahlkreisstimmen | Wahlkreisstimmen | Wahlkreisstimmen | Wahlkreisstimmen | Wahlkreisstimmen | Wahlkreisstimmen | Wahlkreisstimmen | Mandate Gesamt | Mandate Gesamt |
| Listen | Listen | Listenstimmen | Listenstimmen | Listenstimmen | Listenstimmen | 1. Wahlgang      | 1. Wahlgang      | 1. Wahlgang      | 1. Wahlgang      | 2. Wahlgang      | 2. Wahlgang      | 2. Wahlgang      | 2. Wahlgang      | Mandate Gesamt | Mandate Gesamt |
| Listen | Listen | Stimmen       | %             | +/- %         | Mandate       | Kand.            | Stimmen          | %                | Mandate          | Kand.            | Stimmen          | %                | Mandate          | Anzahl         | +/-            |
| --- | --- | ------------- | ------------- | ------------- | ------------- | ---------------- | ---------------- | ---------------- | ---------------- | ---------------- | ---------------- | ---------------- | ---------------- | -------------- | -------------- |
| | Tėvynės Sąjunga (Lietuvos konservatoriai) (TS (LK)) Vaterlandsbund (Konservative Litauens)                                                | 409.585       | 29,8          |               | 33            | 67               | 376.081          | 27,4             | 2                | 55               | 409.514          | 40,7             | 35               | 70             |                |
| | Lietuvos krikščionių demokratų partija (LKDP) Partei der Christdemokraten Litauens                                                        | 136.259       | 9,9           |               | 11            | 65               | 173.761          | 12,7             | –                | 22               | 138.309          | 13,7             | 5                | 16             |                |
| | Lietuvos demokratinė darbo partija (LDDP) Demokratische Arbeitspartei Litauens                                                            | 130.837       | 9,5           |               | 10            | 67               | 146.005          | 10,6             | –                | 14               | 105.192          | 10,5             | 2                | 12             |                |
| | Lietuvos centro sąjunga (LCS) Union des Zentrums Litauens                                                                                 | 113.333       | 8,2           |               | 9             | 53               | 89.452           | 6,5              | –                | 7                | 52.833           | 5,2              | 4                | 13             |                |
| | Lietuvos socialdemokratų partija (LSDP) Partei der Sozialdemokraten Litauens                                                              | 90.756        | 6,6           |               | 7             | 71               | 95.499           | 7,0              | –                | 6                | 52.157           | 5,2              | 5                | 12             |                |
| | Lietuvių nacionalinė partija „Jaunoji Lietuva“ (LNPJL) Nationale Partei der Litauer „Junges Litauen“                                      | 52.423        | 3,8           |               | –             | 16               | 22.052           | 1,6              | –                | 2                | 13.845           | 1,4              | 1                | 1              |                |
| | Lietuvos moterų partija (LMP) Frauenpartei Litauens                                                                                       | 50.494        | 3,7           |               | –             | 43               | 36.453           | 2,7              | –                | 1                | 8.960            | 0,9              | 1                | 1              |                |
| | Krikščionių demokratų sąjunga (KDS) Union der Christdemokraten Litauens                                                                   | 42.346        | 3,1           |               | –             | 19               | 20.711           | 1,5              | –                | 1                | 8.702            | 0,9              | 1                | 1              |                |
| | Lietuvos lenkų rinkimų akcija (LLRA) Wahlaktion der Polen Litauens                                                                        | 40.941        | 3,0           |               | –             | 22               | 36.434           | 2,7              | –                | 2                | 15.216           | 1,5              | 1                | 1              |                |
| | Lietuvos tautinių mažumų aljansas (LTMA) Allianz der nationalen Minderheiten Litauens                                                     | 33.389        | 2,4           |               | –             | 10               | 22.252           | 1,6              | –                | 3                | 18.378           | 1,8              | –                | –              |                |
| | Lietuvių tautininkų sąjunga – Lietuvių demokratų partija (LTS–LDP) Bund der litauischen Nationalisten – Partei der litauischen Demokraten | 28.744        | 2,1           |               | –             | 52 a             | 49.808           | 3,6              | –                | 6                | 48.782           | 4,8              | 3                | 3              |                |
| | Lietuvos liberalų sąjunga (LLS) Union der Liberalen Litauens                                                                              | 25.279        | 1,8           |               | –             | 35               | 34.842           | 2,5              | –                | 2                | 16.000           | 1,6              | 1                | 1              |                |
| | Lietuvos valstiečių partija (LVP) Bund der Bauern Litauens                                                                                | 22.826        | 1,7           |               | –             | 34               | 29.135           | 2,1              | –                | 1                | 10.377           | 1,0              | 1                | 1              |                |
| | Lietuvos rusų sąjunga (LRS) Union der Russen Litauens                                                                                     | 22.395        | 1,6           |               | –             | 10               | 11.437           | 0,8              | –                | –                | –                | –                | –                | –              |                |
| | Lietuvos politinių kalinių ir tremtinių sąjunga (LPKTS) Union der politischen Gefangenen und Deportierten Litauens                        | 20.580        | 1,5           |               | –             | 33               | 24.797           | 1,8              | –                | 1                | 8.685            | 0,9              | 1                | 1              |                |
| | Lietuvos laisves sajunga (LLS) Freiheitsunion Litauens                                                                                    | 20.511        | 1,5           |               | –             | 9                | 12.456           | 0,9              | –                | 1                | 6.823            | 0,7              | –                | –              |                |
| | Lietuvos ūkio partija (LŪP) Partei der Ökonomie Litauens                                                                                  | 16.475        | 1,2           |               | –             | 45               | 26.609           | 1,9              | –                | 1                | 6.665            | 0,7              | –                | –              |                |
| | Lietuvos laisvės lyga (LLL) Liga der Freiheit Litauens                                                                                    | 12.562        | 0,9           |               | –             | 11               | 6.557            | 0,5              | –                | –                | –                | –                | –                | –              |                |
| | Lietuvos socialinio teisingumo sąjunga (LSTS) Union der sozialen Gerechtigkeit Litauens                                                   | 12.234        | 0,9           |               | –             | 11               | 6.555            | 0,5              | –                | –                | –                | –                | –                | –              |                |
| | Lietuvos socialistų partija (LSP) Partei der Sozialisten Litauens                                                                         | 9.985         | 0,7           |               | –             | 20               | 5.820            | 0,4              | –                | –                | –                | –                | –                | –              |                |
| | Lietuvos Respublikonų partija (RP) Partei der Republikaner Litauens                                                                       | 5.063         | 0,4           |               | –             | 69               | 12.144           | 0,9              | –                | –                | –                | –                | –                | –              |                |
| | Tautos pažangos partija (TPP) Fortschrittspartei des Volkes                                                                               | 3.922         | 0,3           |               | –             | 15               | 6.312            | 0,5              | –                | –                | –                | –                | –                | –              |                |
| | Lietuvos gyvenimo logikos partija (LGLP) Partei der Lebenslogik Litauens                                                                  | 3.361         | 0,2           |               | –             | 21 b             | 4.071            | 0,3              | –                | –                | –                | –                | –                | –              |                |
| | Lietuvos liaudies partija (LLP) Volkspartei Litauens                                                                                      | 2.622         | 0,2           |               | –             | 11               | 2.088            | 0,2              | –                | –                | –                | –                | –                | –              |                |
| | Nepartinių judėjimas "Rinkimai 96" Bewegung „Wahlen 96“                                                                                   | –             | –             | –             | –             | 23               | 12.369           | 0,9              | –                | –                | –                | –                | –                | –              | –              |
| | Nepriklausomybės partija (NP) Unabhängigkeitspartei                                                                                       | –             | –             | –             | –             | 7                | 1.884            | 0,1              | –                | –                | –                | –                | –                | –              | –              |
| | Lietuvos reformų partija (LRP) Litauische Reformpartei                                                                                    | –             | –             | –             | –             | 9                | 1.389            | 0,1              | –                | –                | –                | –                | –                | –              | –              |
| | Unabhängige | –             | –             | –             | –             | 31               | 45.595           | 3,3              | –                | 5                | 44.373           | 4,4              | 4                | 4              |                |
| vakante Mandate c | vakante Mandate c | –             | –             | –             | –             | –                | –                | –                | –                | –                | –                | –                | 4                | 4              |                |
| Gesamt | Gesamt | 1.306.922     | 95,1          |               | 70            | 879              | 1.312.568        | 95,6             | 2 d              | 130              | 964.811          | 95,9             | 69               | 141            | ±0             |
| | |               |               |               |               |                  |                  |                  |                  |                  |                  |                  |                  |                |                |
| Ungültige Stimmen | Ungültige Stimmen | 67.751        | 4,9           |               |               |                  | 60.521           | 4,4              |                  |                  | 41.638           | 4,1              |                  |                |                |
| Wähler | Wähler | 1.374.673     | 100           |               |               |                  | 1.373.089        | 100              |                  |                  | 1.006.449        | 100              |                  |                |                |
| Wahlberechtigte | Wahlberechtigte | 2.597.530     |               |               |               |                  | 2.597.530        |                  |                  |                  | 2.379.856        |                  |                  |                |                |
| | |               |               |               |               |                  |                  |                  |                  |                  |                  |                  |                  |                |                |
| Quelle: VRK, Listenstimmen – Nach Wahlkreisen: Kandidaten, 1. Wahlgang – Stimmen, 1. Wahlgang – Stimmen, 2. Wahlgang (mit Fehlern) – Seimas, 2. Wahlgang, Stimmen (mit korrekten Daten) | |               |               |               |               |                  |                  |                  |                  |                  |                  |                  |                  |                |                |

### Nachwahlen
In vier Wahlkreisen konnte bei der Wahl im Oktober 1996 kein Direktmandat bestimmt werden, da die Wahlbeteiligung in der ersten Runde unter der geforderten Quote von 40 Prozent lag. In diesen Wahlkreisen wurde am 30. März 1997 neu gewählt:
- 10 Naujosios Vilnios: erneut gescheitert (31,27 %)
- 56 Vilniaus Šalčininkų: Jan Senkeviè (LLRA)
- 57 Vilniaus Trakų: erneut gescheitert (36,40 %)
- 58 Trakų: Danutė Aleksiūnienė (LCS) nach Stichwahl am 13. April 1997[2]

In den beiden Wahlkreisen, in denen 1997 die Nachwahl scheiterte, wurde am 22. März 1998 ein dritter Versuch unternommen, das Direktmandat zu besetzen. Jedoch scheiterte auch dieser Versuch an der zu geringen Wahlbeteiligung (36,39 % in Naujosios Vilnios, 28,17 % in Vilniaus Trakų).

## Mitglieder
- Liste der Mitglieder des Seimas 1996–2000